# علم الثدييات
في علم الحيوان، علم الثدييات هو دراسة الثدييات، وهي طائفة (تصنيف) من الفقاريات ذات صفات معينة. فهي حيوانات ثابتة الحرارة، يغطي جسمها الفرو أو الشعر، قلبها مكون من أربع حجرات، وجهازها العصبي معقد.
يتفرع علم الثدييات إلى تخصصات أخرى فرعية كعلم دراسة الرئيسيات (دراسة الرئيسيات) وعلم دراسة الحيتانيات (دراسة الحيتانيات).

## روابط خارجية
- معهد بحوث الثدييات في جامعة بريتوريا، جنوب أفريقيا نسخة محفوظة 13 يناير 2011 على موقع واي باك مشين.
- الجمعية الأمريكية لاختصاصيي علم الثدييات